# Taça Cidade de Goiânia de Futebol
Taça Cidade Goiânia ou Taça Diário Associados, foi um competição de futebol realizada em 1960, 1961, 1962, 1963, 1964, 1965, 1966, 1971, 1972, 1973, 1974 e 1980. 
O maior campeão da competição é o Vila Nova, com seis títulos. Após o Vila, os maiores campeões são o Goiânia (três títulos) e o Atlético Goianiense (dois títulos).

## Primeira edição
Na primeira edição do torneio quatro times disputaram: Vila Nova, Goiânia, Campineira e Atlético Goianiense.
O Goiânia acabou se sagrando campeão invicto com três vitórias. O vice-campeão acabou sendo o Vila Nova. Já o Atlético terminou na terceira colocação e a Campineira acabou em último.

## Campeões
| Edição | Ano  | Campeão   | Vice-campeão | Terceiro lugar | Quarto lugar |
| ------ | ---- | --------- | ------------ | -------------- | ------------ |
| 1ª     | 1960 | Goiânia   | Vila Nova    | Atlético       | Campineira   |
| 2ª     | 1961 | Vila Nova | Goiânia      | Atlético       | Goiás        |
| 3ª     | 1962 | Vila Nova | Goiânia      | Atlético       | Campineira   |
| 4ª     | 1963 | Vila Nova | Ferroviário  | Inhumas        | Santa Rita   |
| 5ª     | 1964 | Atlético  | Vila Nova    | Ipiranga       | Anápolis     |
| 6ª     | 1965 | Goiânia   | Ferroviário  | Atlético       | Inhumas      |
| 7ª     | 1966 | Vila Nova | Goiânia      | Anápolis       | Atlético     |
| 8ª     | 1971 | Atlético  | Vila Nova    | Goiânia        | Campinas     |
| 9ª     | 1972 | Vila Nova | Atlético     | Goiânia        | Campinas     |
| 10ª    | 1973 | Goiânia   |              |                |              |
| 11ª    | 1974 | Goiânia   |              |                |              |
| 12ª    | 1980 | Vila Nova | Atlético     | Goiás          | Goiânia      |